# Phlomis jeholensis
Phlomis jeholensis là một loài thực vật có hoa trong họ Hoa môi. Loài này được Nakai & Kitag. miêu tả khoa học đầu tiên năm 1934.